# Собор Святого Иоанна Крестителя (Будва)
Собор Святого Иоанна Крестителя (серб. Katedrala Svetog Ivana Krstitelja, Катедрала Светог Ивана Крститеља) — средневековый католический храм в готическом архитектурном стиле, возвышающийся на самой большой площади Старого города Будвы (Черногория), сокафедральный собор Которской епархии. Памятник культуры Черногории.

## История собора
Христианский храм на месте нынешнего собора Святого Иоанна Крестителя был основан в VII веке. О времени основания свидетельствуют сохранившиеся до наших дней фрагменты мозаики на полу храма, датируемые именно этим периодом. Первоначальный храм был воздвигнут в форме ротонды.
Между 1089 годом и серединой XII века Будва стала местом постоянного пребывания епископа, кафедральным собором которого стал храм Святого Иоанна Крестителя. Первым известным епископом Будвы был Сильвестр (около 1143 года). Новая епископия стала предметом юрисдикциального спора между архиепископствами Бара и Дубровника.
Здание собора, сохранившееся до наших дней, было воздвигнуто в конце XII или начале XIII века. Собор несколько раз был серьёзно повреждён в результате стихийных катаклизмов, особенно во время разрушительного землетрясения 1667 года, после чего неоднократно ремонтировался и реконструировался. Периоды и подробности строительства и реконструкции здания собора изучены слабо. Согласно рельефной надписи на западном фасаде, нынешний вид собор приобрёл в 1640 году. О том, что храм функционировал вскоре после этой даты, свидетельствует надгробная плита апостольского викария Франье Црута, умершего 30 ноября 1645 года. Первоначально это надгробие находилось в основном помещении собора, затем было перенесено в ризницу.
В последней четверти XVII века епархией Будвы управлял архиепископ Бара Андрия Змаевич (ум. 1694), при котором в Будве произошло чудесное обретение фрагмента Святого Креста и других священных реликвий, которые были помещены в храм Святого Иоанна Крестителя. Согласно одному письменному источнику, датированному 3 мая 1719 года, в будванском соборе Святого Иоанна Крестителя хранился закрытый и опечатанный ларец с реликвиями, покрытый красной бумагой, и ещё один запечатанный деревянный ларец бирюзового цвета с золотыми звёздами, в котором хранился кусок дерева орехового цвета с надписью Lignus Sanct Crucis.
Описанный в документе 1719 года бирюзовый с золотыми звёздами ларец не сохранился до наших дней, и в настоящее время фрагмент Святого Креста хранится в соборе Святого Иоанна Крестителя в позолоченном серебряном реликварии в виде чаши. В указанном документе, кроме того, содержалась подробная инвентарная опись предметов интерьера и литургических символов, использовавшихся в соборе. Помимо прочего, в соборе находились две оловянные вазы со священным елеем, два распятия, табернакль, мраморная статуя Девы Марии, деревянная статуя Христа, позолоченный трон и гроб Господень, трон с балдахином, оставленный капитаном Будвы Джованни Корнером, и многое другое. Ничего из перечисленного в этой инвентарной описи до наших дней не сохранилось.
Здание собора Святого Иоанна Крестителя было взято под охрану государства в 1948 году, а в 1961 году было внесено в специальный регистр памятников культуры Черногории.
|              |  |                                                              |  |                                                   |  |              |
| Вход в собор |  | Собор Святого Иоанна Крестителя посреди Старого города Будвы |  | Окно южной капеллы в первом этаже дворца епископа |  | Башня собора |

## Описание
Собор представляет собой однонефную базилику с колокольней и епископским дворцом. Здание базилики состоит из нефа, двух боковых алтарных капелл, ризницы и хоров. Епископский дворец надстроен в два этажа над боковой капеллой с южной стороны базилики. Квадратная в плане колокольня высотой 36 метров, возведённая в 1867 году по проекту тирольского архитектора Луккини, находится с северной стороны собора. Кроме колоколов, она содержит на своём фасаде часы и визуально доминирует над территорией Старого города Будвы.
Интерьер собора когда-то был расписан фресками, остатки которых сохранились до наших дней в нижних частях стен. В южной части храма находятся алтарь Божьей Матери Здравие (черног. Gospa od Zdravlja) с одноимённым образом XVII века и алтарь Святого Креста с образом Крещения Господня (работы Флориана, венецианская школа, 1835 год), который когда-то был составной частью главного алтаря. В северной капелле на мраморном алтаре находится древнейшая и наиболее почитаемая в этом регионе икона Богоматери, известная под названиями Sancta Maria in Punta и Sancta Maria Buduensis. Считается, что эта икона была создана в XII или XIII веке в Греции или южной Италии и долгое время хранилась в стоящей неподалёку монастырской церкви Sancta Maria in Punta. Позади главного алтаря сохранился фрагмент мозаики размером 40 квадратных метров, сделанной из муранского стекла. На мозаике изображён Иоанн Креститель с воздетыми руками в позе проповедника.